# 二ノ瀬駅
二ノ瀬駅（にのせえき）は、京都府京都市左京区にある、叡山電鉄鞍馬線の駅。駅ナンバリングはE15。
単線区間のほぼ中間に位置し、日中はすべての列車がこの駅で列車交換を行う。

## 歴史
- 1929年（昭和4年）10月20日：鞍馬電気鉄道の駅として開業[2]。
- 1942年（昭和17年）8月1日：会社合併により京福電気鉄道鞍馬線の駅となる[3]。
- 1986年（昭和61年）4月1日：京福電気鉄道が鞍馬線を叡山電鉄に譲渡、叡山電鉄鞍馬線の駅となる[3]。

## 駅構造
相対式ホーム2面2線を有する無人駅である。出町柳駅行きホームにはログハウス状の待合室がありワンマンカーの乗車口にあたるため、上屋は設置されていない。鞍馬駅行きホームには短い上屋を備えたベンチがある。主要な出入り口はホームの鞍馬駅側にあり、構内踏切（第4種）によって両ホームは結ばれている。駅から二ノ瀬集落へは階段で下る。出町柳駅行きホームの出町柳側からホームを下った所にトイレがあり、このトイレ前からも階段で集落に下ることができる。立地上、車椅子等での利用は非常に困難である。

### のりば
| 番線 | 路線    | 方向 | 行先               |
| ---- | ------- | ---- | ------------------ |
| 西側 | ■鞍馬線 | 下り | 貴船口・鞍馬方面   |
| 東側 | ■鞍馬線 | 上り | 宝ケ池・出町柳方面 |

※案内上ののりば番号は割り当てられていない。
付記事項
- 紅葉シーズンの11月に開催される「貴船もみじ灯篭」の際は、駅構内で紅葉のライトアップイベントを開催している[4]。

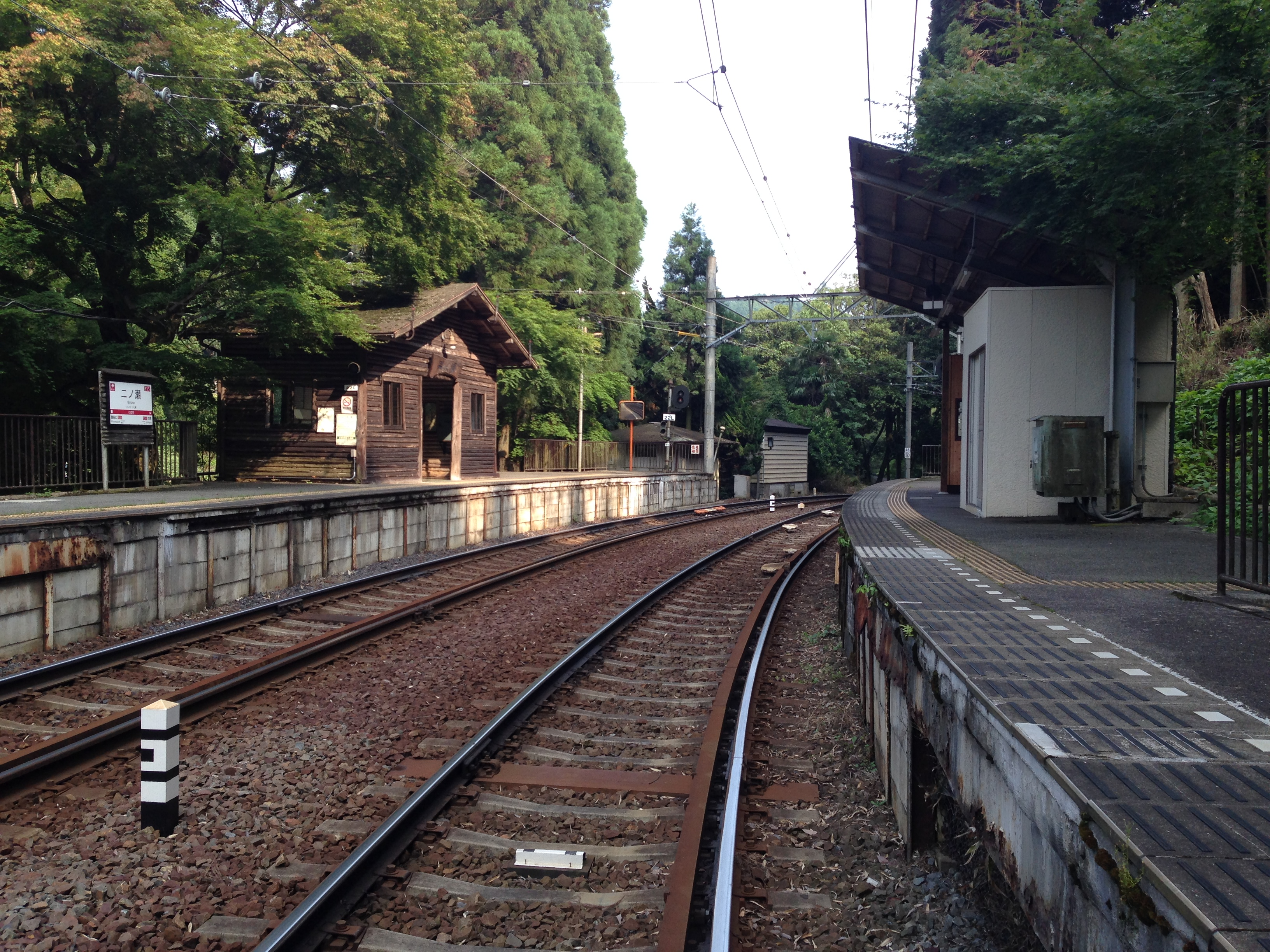
ホーム（2014年7月、構内踏切から）
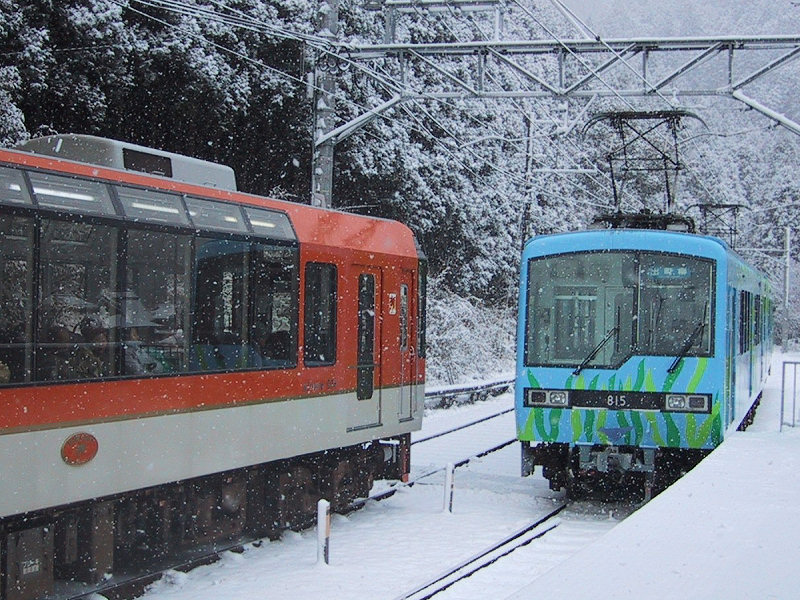
列車の行き違い（2002年1月）
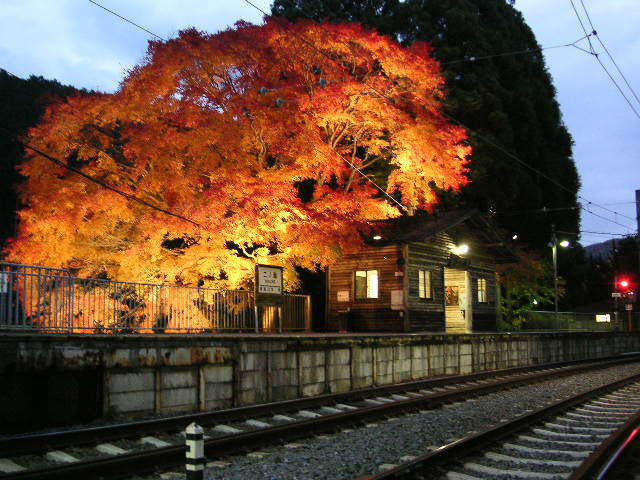
「貴船もみじ灯篭」でライトアップされた紅葉（2006年11月）

## 駅周辺

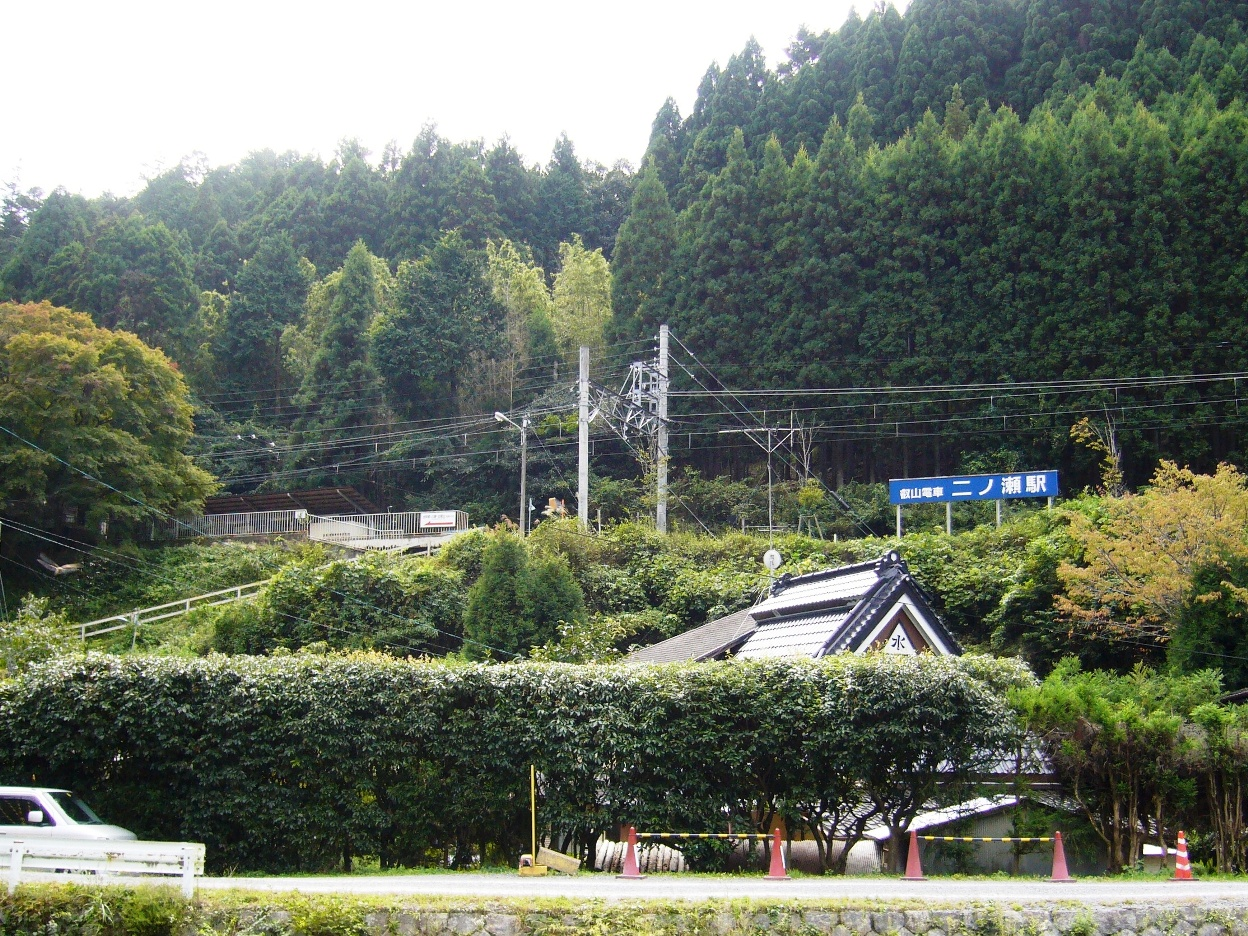
二ノ瀬集落から高台にある駅を遠望（2007年10月）

鞍馬川に沿って集落が存在し、駅は右岸の山の斜面沿いに立地している。かつては観光シーズンにもなると集落を縦貫する鞍馬街道（京都府道38号京都広河原美山線）が貴船・鞍馬へ向かう車で混雑していたが、二ノ瀬バイパスの開通により集落を経由しない新道が整備されたため、現在は専ら生活道路として機能している。駅や周囲に商店、自動販売機の類はない。二ノ瀬集落は山間部の小さな集落で、その地名は一説には惟喬親王が京を追われて隠遁生活を送った際、雲ケ畑の市ノ瀬（=一ノ瀬）に次いでこの地で暮らしたことに由来するといわれている。
- 東海自然歩道　夜泣峠 - 幼少の惟喬親王が乳母に連れられて夜にこの峠を越えた際、夜泣きを催したという伝承に由来する[6]。
- 二ノ瀬ユリ登山道
- 称名院[6]
- 富士神社・守谷神社 - 貴船口側、登山道への踏切横。2つの神社が共通の社を持つ[6]。
- 龍田神社 - 非公開であるが、庭園の一部は市原側の鉄橋付近で車内から見ることができる。
- 白龍園 - 青野株式会社が保有する庭園で、春と秋に特別公開を行う。観覧券（1日100人限定[7]）は2019年時点では叡山電鉄の出町柳駅で発売を行っていたが[8][9]、2024年辰年初詣公開時は「事前予約制（1日4回（各回先着50名限定））、入園料は現地で支払い」となっている[10]。
- 京都府道38号京都広河原美山線 - 駅付近は二ノ瀬トンネルを通る。
- 鞍馬川

## バス路線
駅付近に京都バス「二の瀬」停留所があり、下記の路線が経由する。
- 32系統：鞍馬・花脊峠・花背山の家・花背交流の森・大悲山口 経由 広河原行／上賀茂神社・堀川通・北大路堀川・北大路駅 経由　京阪出町柳駅行
- 52系統：貴船口・鞍馬 経由鞍馬温泉行／地球研前経由　地下鉄国際会館駅行
- 95系統（北山バーディ号）：鞍馬行（春分の日のみ片道運行）

## もみじのトンネル
隣の市原駅から当駅にかけて線路両側にカエデの木々が植わっている一帯があり、その一帯の通称として呼ぶことがある。秋には車窓から紅葉を楽しむことができ、ライトアップイベントも開催される。

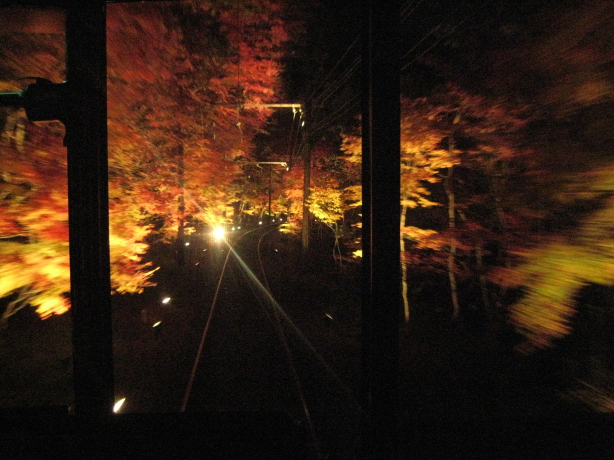
「もみじのトンネル」を走行する列車（2007年11月、前面展望）
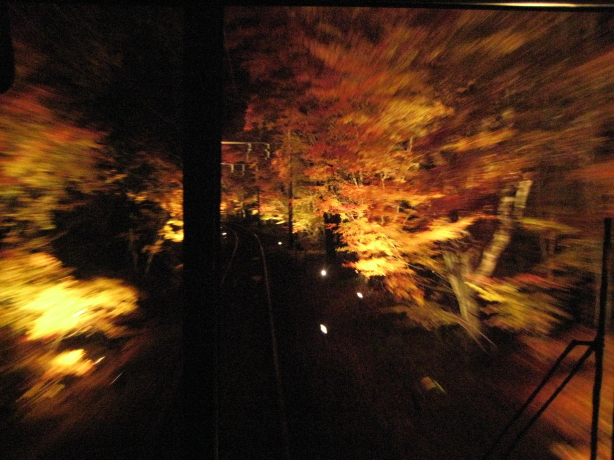
「もみじのトンネル」を走行する列車（2007年11月、前面展望）
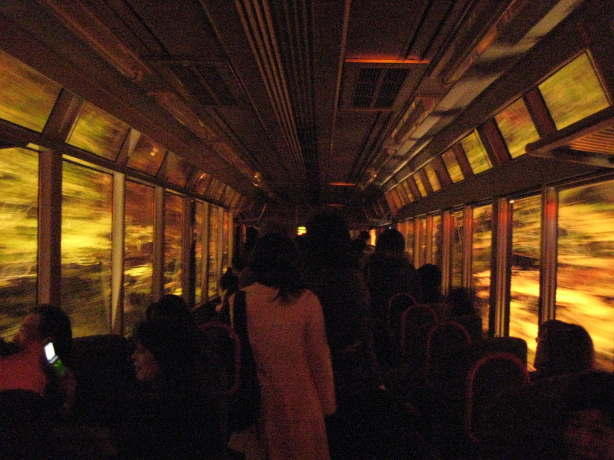
「もみじのトンネル」を走行する列車（2007年11月、叡山電鉄900系「きらら」車内から）
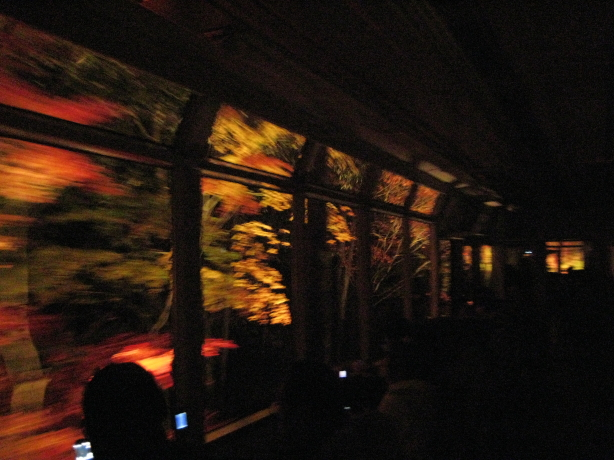
「もみじのトンネル」を走行する列車（2007年11月、叡山電鉄900系「きらら」車内から）

## その他
- 二ノ瀬仁奈の楽曲、「ナニモノガタリ」のミュージック・ビデオ撮影で当駅が使用された[13]。

## 隣の駅
叡山電鉄
■鞍馬線
市原駅 (E14) - 二ノ瀬駅 (E15) - 貴船口駅 (E16)
- 括弧内は駅番号を示す。